# Oldwig von Natzmer (General, 1782)

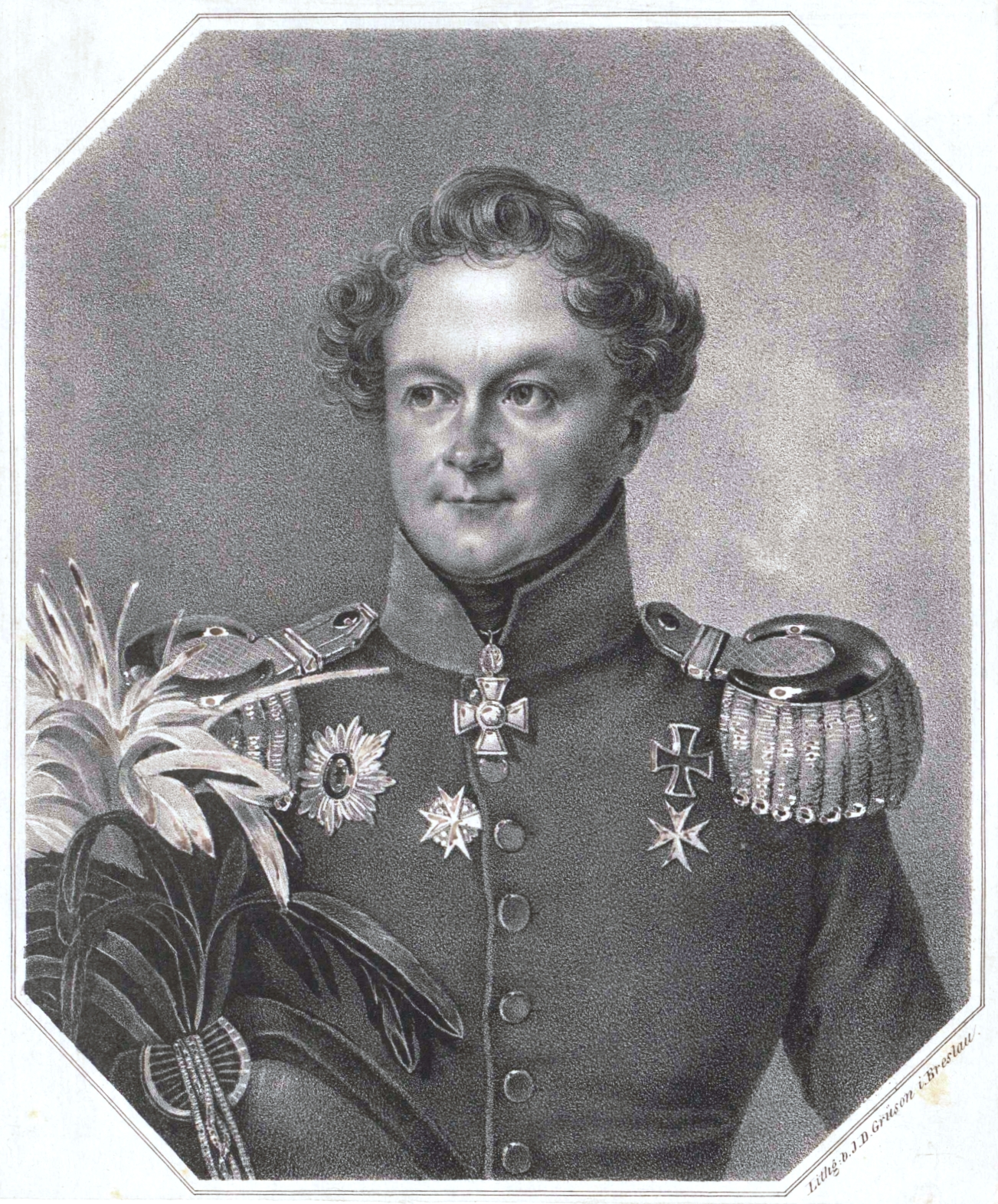
Oldwig von Natzmer

Oldwig Anton Leopold von Natzmer (* 18. April 1782 in Vellin; † 1. November 1861 in Matzdorf, Kreis Löwenberg) war ein preußischer General der Infanterie. 

## Leben

### Herkunft
Er stammte aus der alten Soldatenfamilie von Natzmer, aus der auch der Feldmarschall Dubislav Gneomar von Natzmer (1654–1739) hervorging. Sein Vater war Wolf Heinrich von Natzmer (1735–1787) aus dem Hause Rötzenhagen, preußischer Oberst und Kommandant von Kolberg, und seine Mutter Dorothea Charlotte Hedwig, geborene von Natzmer (1749–1827) aus dem Hause Bellin. Seine Mutter heiratete nach dem Tod ihres Mannes den späteren General Otto Ludwig von Wobeser. Der Generalmajor Wilhelm Dubislav von Natzmer (1770–1842) war sein älterer Bruder.

### Militärkarriere
Natzmer wurde 1795 Leibpage des Königs Friedrich Wilhelm II. und war Duzfreund des Prinzen Wilhelm, dem Bruder Friedrich Wilhelms III. Er trat am 19. Januar 1798 als Fähnrich in das 1. Bataillon Garde der Preußischen Armee ein und wurde schon als Sekondeleutnant im Generalstab beschäftigt. Als Premierleutnant und Bataillonsadjutant kämpfte Natzmer 1806 in der Schlacht bei Auerstädt und im Gefecht bei Nordhausen mit. Er wurde bei Prenzlau von den Franzosen gefangen genommen, jedoch auf Ehrenwort wieder auf freien Fuß gesetzt und somit von den weiteren Kämpfen ferngehalten.
Nach dem Frieden von Tilsit erhielt Natzmer als Stabskapitän das Kommando über die 1. Kompanie der neu gebildeten Garde und wurde mehrfach bei den Arbeiten zur Reorganisation der Armee verwendet. Er war Mitverfasser des Exerzierreglements der Infanterie und Kavallerie. 1809 wurde Natzmer zum Kapitän befördert sowie zum Flügeladjutanten von König Friedrich Wilhelm III. ernannt. 1812 begleitete er als Major (seit 1810) den König zum Fürstenkongress nach Dresden. Dort kamen sie mit Napoleon zusammen, der die letzten Vorbereitungen für seinen Russlandfeldzug traf. 
Im September 1812 wurde Natzmer nach Wien gesandt, um die in Dresden eingeleitete Annäherung an Österreich weiter zu verfolgen. Im Januar 1813 überbrachte er dem französischen Hauptquartier die Nachricht von der Trennung des Generals Yorck von der französischen Armee und wurde kurz darauf zu Zar Alexander II. gesandt, wobei er das Bündnis mit Russland einleitete. Als Oberstleutnant und Flügeladjutant nahm er 1813 an den Schlachten bei Dresden, Kulm, dem Gefecht bei Peterswalde und allen folgenden Gefechten bis zur Völkerschlacht bei Leipzig teil. Im Feldzug vom 1814 war Natzmer, jetzt Oberst, militärischer Begleiter des Prinzen Wilhelm, dem späteren deutschen Kaiser. Natzmer erhielt beide Klassen des Eisernen Kreuzes, den Orden des Heiligen Wladimir III. Klasse sowie das Ritterkreuz des Leopoldordens. Nach dem Pariser Frieden begleitete er den preußischen König nach England. 1815 trat Natzmer in die Truppe zurück und übernahm das Kommando über die Grenadierbrigade. Bei dem schnellen Verlauf des Feldzuges kam er jedoch nicht mehr zum Einsatz. Im Oktober 1815, in seinem 33. Lebensjahr, wurde er zum Generalmajor befördert.
1817 begleitete Natzmer Prinzessin Charlotte und Prinz Wilhelm nach Russland. 1820 erhielt er das Kommando über die 11. Division in Breslau, und 1821 begleitete er den Kronprinzen zu einem Kongress nach Troppau. Später war er preußischer Militärkommissar im Feldzug des österreichischen Heers gegen Neapel. Natzmer gehörte dort zum Hauptquartier von Frimont und wurde für sein Wirken mit dem Großkreuz des Neapolitanischen Militärverdienstordens ausgezeichnet. 1822/23 begleitete er den Prinzen Wilhelm bei einer Reise durch Deutschland, die Schweiz und Italien. 1825 wurde er Generalleutnant und 1827 erhielt er das Kommando über die 8. Division in Erfurt. Zeitgleich fungierte Natzmer auch als 1. Kommandant der Stadt und erhielt am 18. Januar 1832 den Roten Adlerorden I. Klasse mit Eichenlaub. Im März 1832 beauftragte man ihn zunächst mit der Führung des I. Armee-Korps in Königsberg. In dieser Stellung ernannte ihn König Friedrich Wilhelm III. am 2. September 1834 zum Chef des 12. Husaren-Regiments. Am 18. September 1835 folgte seine Ernennung zum Kommandierenden General. Kaiser Nikolaus I. von Russland würdigte Natzmer durch die Verleihung des Ordens vom Weißen Adler sowie des Alexander-Newski-Ordens.
Wegen seiner Asthmaerkrankung wurde Natzmer Ende November 1839 auf wiederholtes Ersuchen zur Disposition gestellt und gleichzeitig zum Mitglied des Staatsrates sowie zum Generaladjutanten des Königs ernannt. 1840 wurde Natzmer zum General der Infanterie befördert und zum Ritter des Schwarzen Adlerordens geschlagen. 1841 wurde ihm noch das Großkreuz des Hausordens Heinrichs des Löwen sowie 1842 das Großkreuz des Ordens vom Niederländischen Löwen verliehen. Am 18. Mai 1848 nahm Natzmer mit Pension seinen Abschied.
Er war Ritter des Johanniterordens und verstarb am 1. November 1861 auf seinem Gut Matzdorf im Kreis Löwenberg in Schlesien.

### Familie
Natzmer war lange Zeit mit Julie von Brandenburg (1793–1848), der Tochter des preußischen Königs Friedrich Wilhelm II. aus der Verbindung mit der Gräfin Dönhoff, liiert, die später Ferdinand von Anhalt-Köthen (1769–1830) heiratete. Am 20. September 1824 heiratete Natzmer in Breslau Luise Henriette Freiin von Richthofen (1801–1878) aus dem Hause Kohlhöhe, eine Tochter der Prinzessin von Holstein-Beck. Die Ehe blieb kinderlos.